# Henye boroszlán

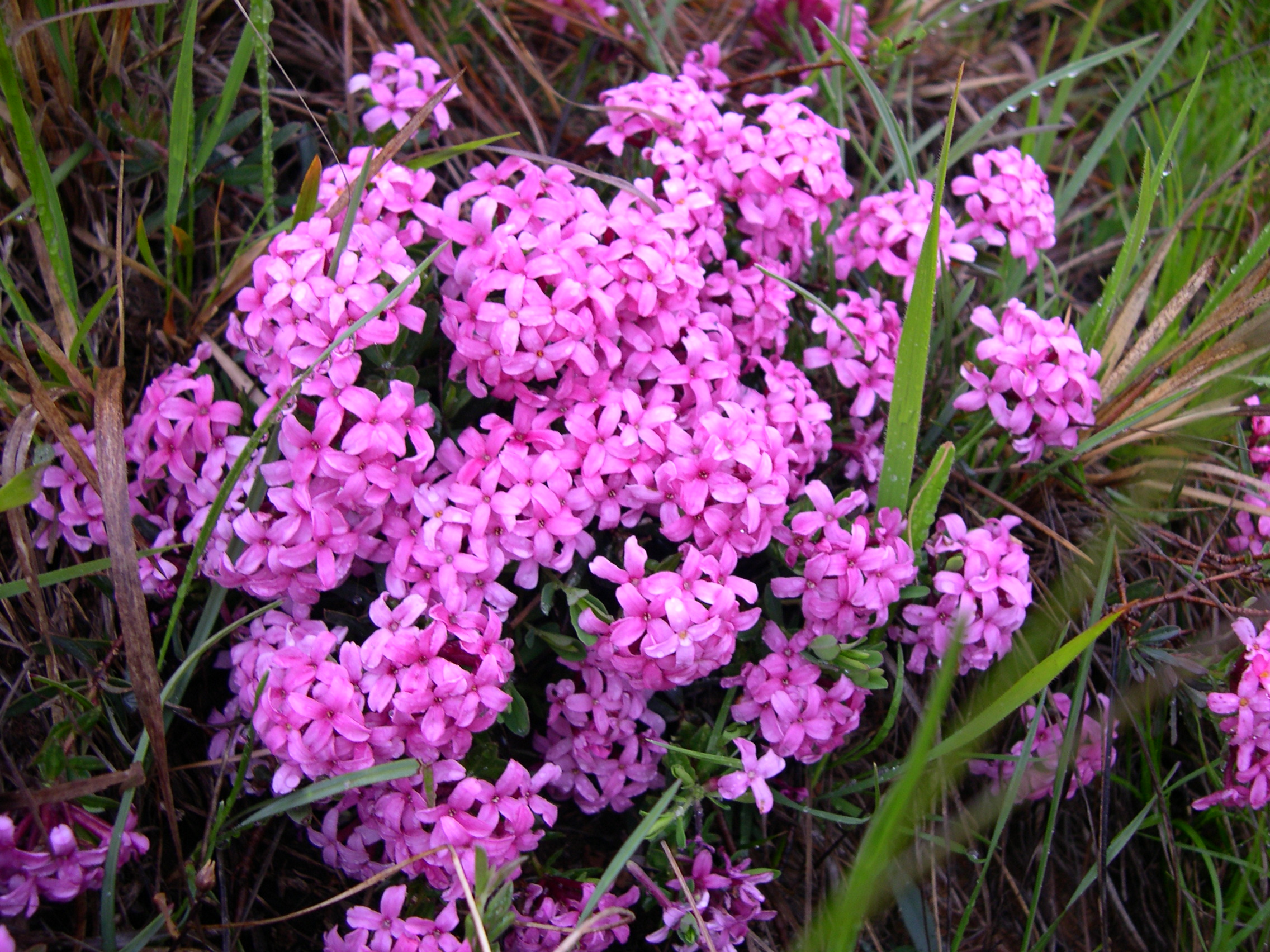
Virága

A henye boroszlán (Daphne cneorum) a boroszlánfélék (Thymelaeaceae) családjában a boroszlán (Daphne) nemzetségbe tartozó, Magyarországon is őshonos és védett növényfaj.

## Származása, elterjedése
Jellegzetesen európai faj. Magyarországon főleg a Dunántúli-középhegységben (Bakony, Vértes, Pilis, Budai-hegység) és a Kisalföldön él.

## Megjelenése
Kis, elfekvő szárú, szétterülő (ezért „henye”) cserje. A földön elheverő szárak tömött párnákat alkotnak.
Fiatal hajtásai pelyhesednek.
A szálas-lándzsás vagy visszás tojásdad, bőrnemű levelek 1–2 cm hosszúak, 2,5–3 mm szélesek, a szélük lapos. Válluk ék alakú, a csúcsukon apró szálka nő. Felül fényes sötétzöldek, a fonákuk fénytelenül világoszöld, kékes.
Fűszeres illatú, rózsaszínű vagy ciklámenpiros virágai négytagúak, a leveles hajtás csúcsán végállló, dús csomóban nyílnak.
A mérgező termés bőrnemű csontár, pelyhes és sárgásbarna.

## Alfajok, változatok
Némileg eltérő ökológiai igényű, mintegy 30 cm magasra fölegyenesedő szárú alfaja a Daphne cneorum ssp. arbusculoides.
Természetes változatai:
- Daphne cneorum var. cantabrica Sennen & Pau
- Daphne cneorum var. glabrata D.A. Webb
- Daphne cneorum var. verlotii (Gren. & Godr.) Meisn.

## Életmódja, termőhelye
Mészkedvelő örökzöld; ennek megfelelően főként a mészkő- és dolomitsziklagyepekben, valamint a meszes homoktalajokon fordul elő.
A törzsváltozat (Daphne cneorum ssp. cneorum) Magyarországon leginkább a dolomithegyek északi, füves lejtőin, dolomitos és meszes sziklagyepekben, bokorerdőkben nő — a nyugati határszélen az erdei fenyvesekben, kivételesen  homokbuckákon is felbukkanhat.
A vastag tőből mereven felegyenesedő, 10–20 cm magas szárú (Daphne cneorum ssp. arbusculoides) (Tuzson) Soó éppen ellenkezőleg, a mészkerülő gyertyános–tölgyesek és cseres tölgyesek aljnövényzetében fordul elő. A zárt dolomitsziklagyep (Festuco pallenti – Brometum pannonici) egyik jellemző faja. Rendszeresen megjelenik az alpesi sziklagyepekben.
Virágai áprilistól májusig nyílnak.
Erősen mérgező és védett!

## Felhasználása
Dísznövényként nagy kultusza van Svájcban, ahol magról szaporítják. Napos, illetve félárnyékos sziklakertekbe ültethető.

## Etimológia
A növény tudományos nevének generikus része Daphné görög nimfára utal.